# 佛朗哥·考西奥
佛朗哥·考西奥（義大利語：Franco Causio，1949年2月1日—），意大利男子足球运动员，场上位置是翼锋。他曾代表意大利国家队参加1974年、1978年和1982年国际足联世界杯，其中1982年世界杯获得冠军。